# Dream Big
Dream Big – rockowy utwór wykonywany przez wokalistę Davida Cooka w finale siódmej edycji programu American Idol, którą wygrał. Autorką piosenki jest Emily Shackleton, która napisała ją specjalnie na konkurs American Idol Songwriting Contest 2008. Cook wybrał ten utwór, aby wykonywać go w finale programu i zastanawiał się nad nagraniem go jako swojego pierwszego singla, jednak ostatecznie zdecydował się na „Time of My Life”.
Jego wersja „Dream Big” zebrała dobre opinie od dwóch jurorów: Randy’ego Jacksona i Pauli Abdul. Natomiast Simon Cowell stwierdził, iż „to nie za bardzo brzmiało jak na zwycięski utwór” („didn’t really sound like a winning song”).
Po zakończeniu siódmego sezonu programu, piosenka zadebiutowała na 15. miejscu listy przebojów Billboard Hot 100 i była to najwyższa pozycja z wszystkich utworów wykonywanych przez Cooka w American Idol.

## Listy przebojów
| Lista przebojów (2008)           | Najwyższa pozycja |
| -------------------------------- | ----------------- |
| Billboard Canadian Hot 100       | 21                |
| U.S. Billboard Hot 100           | 15                |
| U.S. Billboard Pop 100           | 17                |
| U.S. Billboard Hot Digital Songs | 7                 |